# НС-скинхеды
НС-скинхе́ды (англ. Nazi skinheads, National Socialist skinheads, neo-Nazi skinheads, racist skinheads, white power skinheads) — ультраправая субкультура, представители которой придерживаются национал-социалистической идеологии (неонацизма), одно из направлений субкультуры скинхедов. Деятельность НС-скинхедов, как правило, носит экстремистский характер.

## История
Первоначально субкультура скинхедов возникла в Великобритании, в конце 60-х годов XX века. Она носила аполитичный характер и была тесно связана с английской субкультурой этого периода — модами, а также с чёрной ямайской эмигрантской молодёжью и популярной в их среде музыкой того времени — регги и, в меньшей степени, ска.
НС-скинхеды появились к концу 1982 года как результат политической агитации лидера рок-группы Skrewdriver (которая впоследствии стала культовой для НС-скинхедов) — Яна Стюарта Дональдсона и Британского национального фронта в среде аполитичных скинхедов. Тогда впервые был заимствован кельтский крест в качестве символа их движения, и сформирован образ НС-скинхедов (по образу крестоносцев) — солдат Священной Расовой Войны (англ. Racial Holy War), борющихся против «недолюдей» — евреев, цыган, негров и прочих, то есть в более широком смысле всех не «арийцев», главным образом, многочисленных иммигрантов из стран третьего мира, а также гомосексуалистов, наркоманов и левой молодёжи.
Этот образ оказался очень популярен в неонацистском движении, и вскоре схожие течения появились в Европе, США. На постсоветском пространстве субкультура наци-скинхедов впервые появилась в странах Прибалтики в конце 1980-х годов. Многие из них гордились родственниками, воевавшими в Ваффен-СС против СССР. В качестве отсылки к нацистской Германии многие из скинхедов носили особые кепки из джинсовой ткани, напоминавшие фуражки СС.

## Идеология
- НС-скинхеды позиционируют себя как национально-освободительное движение и борются за идеи превосходства «белой расы» (или «арийской расы»), при этом стремясь к белому сепаратизму.
- НС-скинхеды — крайние расисты, антисемиты и ксенофобы, противники нелегальной иммиграции, расово смешанных браков, сексуальных девиаций, гомосексуальности. Жертвами НС-скинхедов обычно становятся представители тёмно-пигментированных рас: негроидной и монголоидной[4][5]. Иными словами, расы, не имеющие т. н. арийскую внешность[6]. Также НС-скинхеды враждебно относятся к представителям ЛГБТ и некоторых субкультур, таких как, например, антифашисты[7]. В Англии предмет их неприязни — пакистанцы и бангладешцы, в Германии — турки[8][9][10], в России — выходцы из Закавказья и Средней Азии, уроженцы Северного Кавказа, а также негроиды, азиаты, мулаты и метисы[11][12].
- НС-скинхеды считают себя защитниками интересов рабочего класса, в некоторых случаях мотивируя это тем, что приезжие занимают рабочие места. Этот пункт является далеко не самым важным в идеологии неонацистов вообще и, в частности, НС-скинхедов, постепенно исчезая.
- Особый культ у НС-скинхедов существует вокруг личности Гитлера и некоторых других лидеров национал-социалистического движения (Рудольфа Гесса и прочих).
- Национализм в идеологии НС-скинхедов уступает первенство идеям расового превосходства, борьбы против остальных рас или изоляции от них. То же самое было в идеологии НСДАП, где считали, что раса важнее нации, а нации составляют расу (в данном случае арийскую). Арийские нации должны были объединиться и составить собой арийскую империю.
- Фюрер-принципу германского авторитаризма некоторые НС-скинхеды противопоставляют принцип «сопротивления без лидеров» (вариант демократии «для белых»), однако большинство национал-социалистических организаций имеют своих лидеров.
- Не существует определения «общепринятой» религии среди НС-скинхедов, как и какого-либо разделения среди них по религиозному критерию. Значительное число проявляет большой интерес к германо-скандинавской мифологии и язычеству, особенно к реконструированным языческим верованиям в виде неоязыческих движений, а также к оккультной стороне нацизма, включавшей в себя языческие элементы. Кроме этого, в России существуют группы НС-скинхедов, исповедующих православие, остальные же являются крайними противниками христианства и православия в частности, поскольку Иисус Христос — еврей, а христианство зародилось в контексте мессианских движений иудаизма, что не может уживаться с идеологией национал-социализма, неотъемлемой частью которого является антисемитизм. В некоторых других странах НС-скинхеды поголовно выступают против христианства и причисляют его к так называемому иудо-христианству, выделяя таким наименованием непосредственную связь между иудаизмом и христианством. Небольшая часть НС-скинхедов относится к исламистам (в Европе, например, Дэвид Вулстон)[13], так как известна их нетерпимость к христианству и иудейству[14], отсюда и вытекает любовь к радикальному исламу, в котором в некоторой степени идёт противоборство христианству и сионизму.
- Важное значение для НС-скинхедов имеет образ эсэсовца, который частично повлиял на образ самих НС-скинхедов. Мистически в их движении воспринимается и сам «чёрный орден» СС, созданный в свою очередь по типу средневековых рыцарских орденов, главным образом, тамплиеров[15].

## Музыка
Особое значение в плане музыки для НС-скинхедов имеет её идеологическое наполнение. Как и традиционные скинхеды, из музыки НС-скинхеды предпочитают Oi!, но в остальном их музыкальные вкусы сильно отличаются. Им нравятся некоторые направления метала: национал-социалистический блэк-метал, языческий метал, фолк-метал и викинг-метал. Большую популярность в их среде приобрёл рок против коммунизма и хейткор, также НС-скинхеды любят слушать немецкие марши времён Третьего рейха и наци-панк. НС-скинхеды с неприязнью относятся к рэпу и хип-хоп культуре.

## Внешний вид
Внешность НС-скинхедов имеет важную роль в их самоидентификации. Основные признаки выглядят следующим образом:
- Бритая наголо голова или очень короткая стрижка.
- Одежда торговой марки Lonsdale, Thor Steinar и Pit Bull
- Светло-синие джинсы (Levi’s, Wrangler) или джинсы-варёнки
- Белые футболки, чёрные или коричневые рубашки, поло и тенниски (Fred Perry, Ben Sherman)
- Короткие, чёрные и тёмно-зелёные куртки на «молнии» без воротника — «бомберы», или с воротником — «штурманы»
- Военная униформа или её отдельные элементы
- Нацистская символика; татуировки, нашивки, значки.
- Тяжёлые высокие ботинки (Dr. Martens, Grinders, Steels, Camelot), в том числе военные, чаще всего чёрного цвета.
- Особое значение имеет цвет шнурков: красный, синий, коричневый или белый. Белые шнурки подчеркивают приверженность носителя идее «защиты белой расы», однако носить такие шнурки имеет право лишь тот, кто участвовал в избиениях «чёрных» или антифашистов.

## Символика
1. Кельтский крест — равнолучевой крест с кругом. Является характерным символом кельтского христианства. В 80-х годах XX века кельтский крест стал символом White Power — движения белых расистов и НС-скинхедов.
2. Одал (ᛟ) (др.-герм. Oþila — «наследие», англосакс. Oeþel) — 24-я руна древнегерманского и 23-я руна англосаксонского рунического алфавитов. Руна Одал изображена на эмблеме 7-й добровольческой горнопехотной дивизии СС «Принц Евгений», 23-й добровольческой моторизованной дивизии СС «Недерланд» и на флаге хорватских фольксдойче.
3. Арийский кулак
4. Железный крест — прусская и немецкая военная награда. Учреждён Фридрихом Вильгельмом III 10 марта 1813 за боевые отличия в войне за освобождение Германии от Наполеона.
5. Зиг (ᛋ) — 16-я руна старшего, англосаксонского и пятнадцатая руна младшего футарка.
6. Мёртвая голова — символ смерти и одновременно бесстрашия перед её лицом в виде черепа с костями (обычно белого или серебряного на чёрном фоне). Этот символ также используют некоторые современные неонацистские организации, например, Combat 18.

- Свастика
- Чёрное солнце
- «Sieg Heil!»
- «Blood & Honor»
- «Blood & Soil»
- «White Power»
- 14/88: 14 слов Дэвида Лэйна — «We must secure the existence of our people and a future for white children» («Мы должны обеспечить существование нашего народа и будущее для белых детей») и зашифрованное приветствие «Heil Hitler» («H» — восьмая буква латинского алфавита), по совместительству 88 заповедей того же Дэвида Лэйна[19]

## НС-скинхеды в России
Идеология российских НС-скинхедов практически не отличается от идеологии НС-скинхедов других стран.
Есть лишь небольшие отличия в символике и предпочтениях. Русские НС-скинхеды вместо символики Третьего рейха предпочитают использовать символику славянского неоязычества, например, «славянские руны», «коловрат» и др. Во время таких мероприятий, как «Русский марш», русские НС-скинхеды часто используют чёрно-жёлто-белый флаг Российской империи или флаги с изображением «коловрата». Русские НС-скинхеды отдают предпочтение отечественной НС-музыке. В их среде имеет большую популярность RAC-группа «Коловрат». В плане спорта российские НС-скинхеды ведут здоровый образ жизни и занимаются силовыми видами спорта, такими как русский рукопашный бой и культуризм.

## НС-скинхеды в фильмах и видеоиграх
Художественное кино:
- Сделан в Британии (Made in Britain, 1982)
- Бритоголовые (Romper Stomper, 1992)
- В стане врага (The Infiltrator, 1995)
- Высшее образование (Higher Learning, 1995)
- Американская история Икс (American History X, 1998)
- Немецкая история Х (Наци, 2002)
- Фанатик (The Believer, 2001)
- Наци (Führer Ex, 2002)
- Антикиллер 2: Антитеррор (2003)
- Это Англия (This is England, 2006)
- Мы из будущего (2007)
- Россия 88 (2009)
- Стрижка (2010)

Документальное кино:
- Позиция скинхедов (Skinhead Attitude, 2003 г.)
- Мужчины, Герои, Геи — Нацисты (Männer, Helden, schwule Nazis, 2005 г.)

Видеоклипы:
- Стоп нацизму (Antinazibund, Sportfreunde Stiller, 2008 г.

Компьютерные игры:
- Этническая чистка (Ethnic Cleansing, 2002 г.)
- Охота на людей (Manhunt, 2003 г.)